# Цветков-Толбин, Андрей Александрович
Андре́й Алекса́ндрович Цветко́в-То́лбин (род. 25 мая 1984, Москва, СССР) — российский актёр музыкального театра и кино, режиссёр-постановщик, солист камерной сцены имени Бориса Покровского в составе Большого театра (с 2018г.), солист МКМТ им. Б. А. Покровского, режиссёр Оперного театра-студии РАМ им. Гнесиных, победитель оперной премии «НАНО ОПЕРА» (2015).

## Биография
Окончил Московский Государственный музыкально-педагогический колледж им. М.М. Ипполитова-Иванова по специальности солист хора, ансамбля (класс Ребенок Л.М.).
2001 год –  начало работы в Московском музыкальном театре «На Басманной» под руководством Заслуженной артистки России Ж. Г. Тертерян.
2003 год – работа в Московской Областной Филармонии. Шоу-Группа «Московский каприз».
2004-2009 – учеба в РАТИ (ГИТИС), мастерская Народного артиста СССР профессора Г.П. Ансимова, актерско-режиссерский курс.педагог по вокалу Народной артистки России ,профессора Г.И. Борисовой.
В 2006 году основал музыкальный театр-кино «Opera-Gothic» в 2015 был переименован в Молодёжный музыкальный театр им.Г.П.Ансимова , является художественным руководителем и главным режиссером театра. Премьерный спектакль – Н.А.Римский-Корсаков «Моцарт и Сальери», который стал лауреатом нескольких фестивалей(«Новый звук» 2007 год, «Дух гор» в Польше 2008 год).
2008-2010 – главный режиссер международного конкурса-фестиваля "Opera Ducha Gor" (Польша).Среди поставленных спектаклей оперы Флотова, Шпора Вебера и др.
2009 год – работа в Польской Государственной Еленегурской Филармонии в качестве режиссера оперного спектакля «Цвета и звуки славянщины», который прошел с большим успехом и имел общеевропейский резонанс. Также среди режиссерских работ – постановки массовых шоу (концертов, праздничных мероприятий).
Приглашенный солист музыкального театра «На Бассейной»на партию Мистера “Х” “Принцесса цирка ”И.Кальмана (Калининград)..
С 2010 по 2018 г.г. солист Камерного музыкального театра им.Б.А.Покровского , вплоть до его ликвидации и присоединению к Большому театру, как камерной сцены Большого театра им.Б.А.Покровского.
С 2011 года активно сотрудничает в качестве режиссера с Департаментами культуры и социальной защиты, является постановщиком концертов,массовых мероприятий.
В 2012 году стал режиссером концерта памяти Б.А.Покровского в Доме Ученых, приглашенный солист Магаданского музыкального и драматического театра.
Также является главным режиссёром Международного Детско-юношеского конкурса вокалистов имени С.Я. Лемешева  и одним из инициаторов присвоения детской музыкальной школе №97 имени С.Я. Лемешева.
С 2013 года был ассистент режиссёра у заслуженного деятеля искусств России Ольги Ивановой Й. Гайдн. «Лунный мир», Дж. Перголези «Stabat Mater» (2014) МКМТ им.Б.А. Покровского, а также концерта «Москва-Сеул», подготовленного театром совместно с Культурным центром Посольства Республики Корея из последних «Сервилия» Римского-Корсакова приуроченная к юбилею Г.Н. Рождественского
В 2014 году стал режиссёром и автором сценария новогоднего представления «Сказки старого органа» на сцене Музея музыкальной культуры им. М.И. Глинки,также ведёт абонемент «Магия оперетты». Спектакль «Моцарт и Сальери» получил диплом международного музыкального конкурса-фестиваля «Новый звук. Шаг 1.» за современное прочтение оперы.
Спектакль «Москва-Бродвей» получил диплом всероссийского фестиваля «Распахни свое окно».
В рамках фестиваля WINTER REISE (Зимний путь) были поставлены «Антиформалистический раек» Д.Шостаковича (2016) и "Телефон» Дж. Менотти (2015).
С 2016 года художественный руководитель Оперно-Симфонической лаборатории «NEW OPERA WORLD» в рамках которой осуществил постановку «Паяцев» Леонкавало на сцене МКМТ им.Б.А. Покровского, в 2017 «Женитьба Фигаро» Моцарта, в 2018 «Кармен» Ж.Бизе. 
С 2016 по сегодня года режиссер-педагог РАМ им Гнесиных,Оперного театра-студии им.Ю.Сперанского. За годы работы там в качестве режиссера-постановщика выпущено: Дж.Перголези «Служанка-Госпожа» и В.Моцарт «Директор театра».
С 2017 художественный руководитель Школы мюзикла на Всероссийском молодёжном образовательном форуме «Таврида».
В 2018 г. Художественный руководитель, соавтор сценария и режиссёр-постановщик рок-оперы «Неравнодушные»,которая была осуществлена на форуме «Таврида» 2018.г.
Режиссёр-постановщик, автор сценария мюзикла «Ах,фестиваль!» совместно с композиторами Ирфаном Ибраимовым, Екатериной Заборонок и автором либретто, поэтом Антоном Аносовым на XIX Всемирном фестивале молодёжи и студентов 2017 в Сочи  площадка «Ледяной куб».
Первый режиссер-постановщик оперы в метро «Эльфийская оратория» М. Костылева в Московском метрополитене (2017).
Театральный координатор и режиссёр-постановщик на проекте «Русская классика-музыка мира» опера-мюзикл «Любовь побеждает» по мотивам оперы Е.Пашкевича «Скупой» (Россия-Молдавия-Преднестровье)(2018).
В 2018 году стал режиссером-постановщиком вечернего шоу настадионе Локомотив 2000 в Ярославле «От заката, до рассвета» в рамках Мотофестиваля «Moto Family Days».
В 2019 г. режиссер-постановщик, автор идеи и сценической версии оперы-танго «Мария де Буэнос-Айрес» на основе опериты (исп. маленькая опера) Астора Пьяцоллы, автор русской версии либретто Антон Аносов, дирижер Валерий Петров, хореограф Николай Ерохин.
В 2022 году выступает одним из экспертов для онлайн-курса "Трансформация в артиста" на образовательной платформе Dancesing. 
Ведет активную постановочную, концертную, просветительскую и благотворительную деятельность на главных площадках Москвы. Среди них: ЦДРИ, Дом Композиторов, Дом Ученых, СТД, малый зал Консерватории, большой зал Дома музыки, различные музейные площадки.

## Постановки
- Ревю "Монолог женщины" на музыку советских композиторов по поэме Р.Рождественского (2013), режиссёр-постановщик;
- Водевиль "Беда от Нежного сердца" В.Сологуба (2014), режиссёр-постановщик;
- Опера-танго А. Пьяццоллы "Мария из Буэнос-Айреса" (2014) в рамках проекта «Открытая сцена», режиссёр-постановщик;
- Моноопера М.Таривердиева «Ожидание» (2015), сцена Культурного центра «ЗИЛ», режиссёр, актёр;
- Опера Дж.Менотти «Телефон», сцена Культурного центра «ЗИЛ», режиссёр-постановщик;
- Опера-оратория «Бабий яр[11]» (2016) Д. Кривицкого, режиссёр-постановщик;
- "Женщины в народном собрании" Аристофан (2016), режиссёр-постановщик;
- Рок-опера «Моцарт и Сальери» композитор Н.А.Римский-Корсаков, режиссёр-постановщик;
- Опера «Эльфийская оратория» в метро М. Костылева (2017), режиссёр-постановщик;
- Мюзикл «Ах,фестиваль!» на XIX Всемирном фестивале молодёжи и студентов 2017 в Сочи, режиссёр-постановщик.
- Опера-танго (оперита) "Мария де Буэнос-Айрес", композитор Астор Пьяццолла, русский текст Антон Аносов, на сцене Фольклорного центра Людмилы Рюминой (2019), режиссёр-постановщик.